# Cénotaphe de Drusus
Le cénotaphe de Drusus (en allemand Drususstein ou pierre de Drusus) est un monument romain du Ier siècle, situé à Mayence, sur la rive gauche du Rhin. Ce cénotaphe, plus grand monument romain élevé à la mémoire d'une personne existant en Allemagne, fut érigé pour célébrer les glorieuses victoires du général romain Nero Claudius Drusus, beau-fils de l’empereur Auguste et père du futur empereur Claude, qui est mort à Mogontiacum (actuelle Mayence). Les fouilles n'ont pas révélé de restes humains au pied du tombeau.

## Description

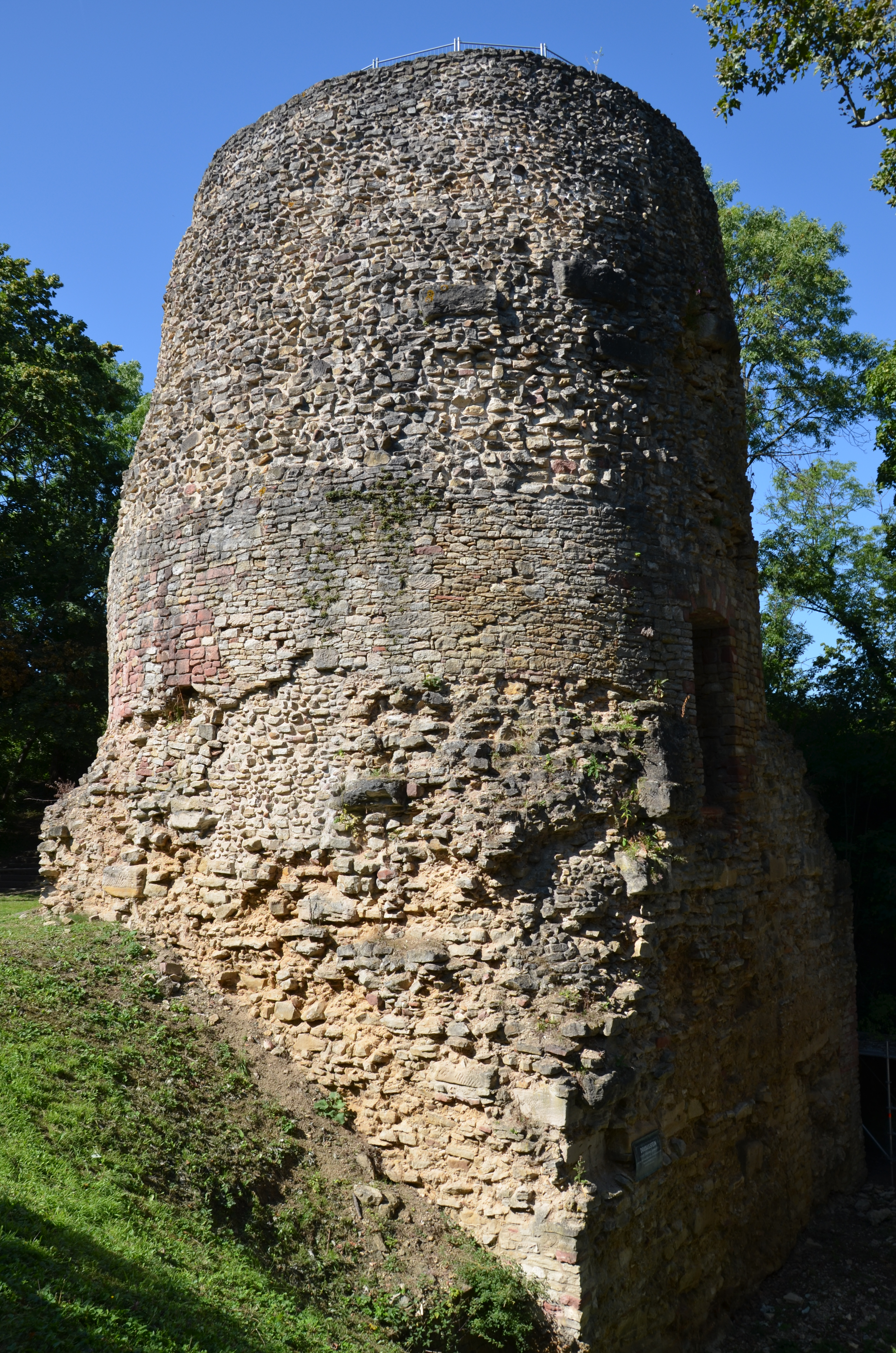
Cénotaphe de Drusus.

Le monument, en grès rouge et calcaire, atteint une hauteur de 20 mètres. À l'origine, la hauteur de ce mémorial est de cent pieds romains ou 29,617 mètres exactement. Un poème funéraire composé par Auguste était situé sur la face avant et indique qu'il s'agit d'un mémorial élevé par ses soldats.

## Représentations

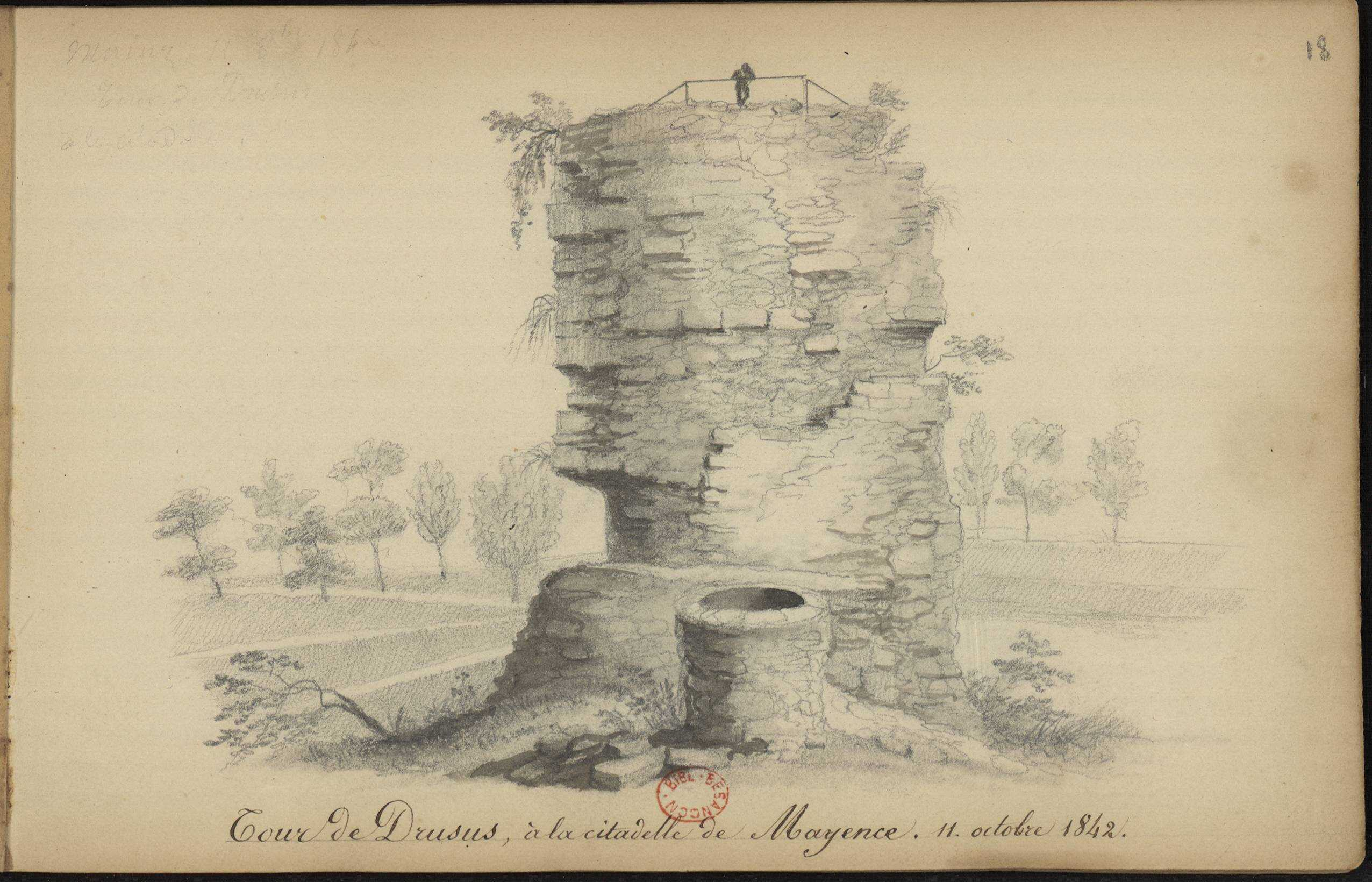
Désiré Monnier, Cénotaphe de Drusus, 11 octobre, 1842, Bibliothèque municipale de Besançon, cote 346636, folio 22.

Désiré Monnier (1788-1867), folkloriste et érudit franc-comtois, a représenté ce cénotaphe lors de son voyage en région d'Alsace et autour du Rhin. Il est passé par Drusus le 11 octobre 1842. Ce dessin illustre l'album VII des 11 albums du folkloriste conservés à la Bibliothèque municipale de Besançon.  